# Love is Changing/ああ ホント やんなっちゃう
「Love is Changing/ああ ホント やんなっちゃう」（ラヴ・イズ・チェンジング/）は、西田ひかるの通算23枚目のシングル。1997年8月20日発売。発売元はポニーキャニオン。

## 解説
「Love is Changing」はフジテレビ『烈火の炎』のエンディング・テーマ。「ああ ホント やんなっちゃう」はハウス食品「PURE-IN」のコマーシャル・ソングとして使用。

## 収録曲
| 全作曲: 久保田利伸。 |                                                  |           |            |            |      |
| #                    | タイトル                                         | 作詞      | 作曲・編曲 | 編曲       | 時間 |
| 1.                   | 「Love is Changing」                             | 岩里祐穂  | 久保田利伸 | 安倍潤     | 4:21 |
| 2.                   | 「ああ ホント やんなっちゃう」                   | 平松愛理  | 久保田利伸 | 久保田利伸 | 4:17 |
| 3.                   | 「Love is Changing」(original karaoke)           |           | 久保田利伸 |            | 4:21 |
| 4.                   | 「ああ ホント やんなっちゃう」(original karaoke) |           | 久保田利伸 |            | 4:13 |
| 合計時間:            | 合計時間:                                        | 合計時間: | 合計時間:  | 17:12      |      |

## 収録アルバム
Love is Changing
- 『西田ひかる SINGLESコンプリート』
- 『Hippie Happy Groove!! HIKARU NISHIDA LIVE '97』（ライヴ・バージョン）

ああ ホント やんなっちゃう
- 『MYこれ!クション 西田ひかるBEST』
- 『西田ひかる SINGLESコンプリート』
- 『Myこれ!Lite 西田ひかる』
- 『Hippie Happy Groove!! HIKARU NISHIDA LIVE '97』（ライヴ・バージョン）